# Rudovci
Rudovci (en serbe cyrillique : Рудовци) est une localité de Serbie située dans la municipalité de Lazarevac et sur le territoire de la Ville de Belgrade. Au recensement de 2011, elle comptait 1 620 habitants.

## Géographie

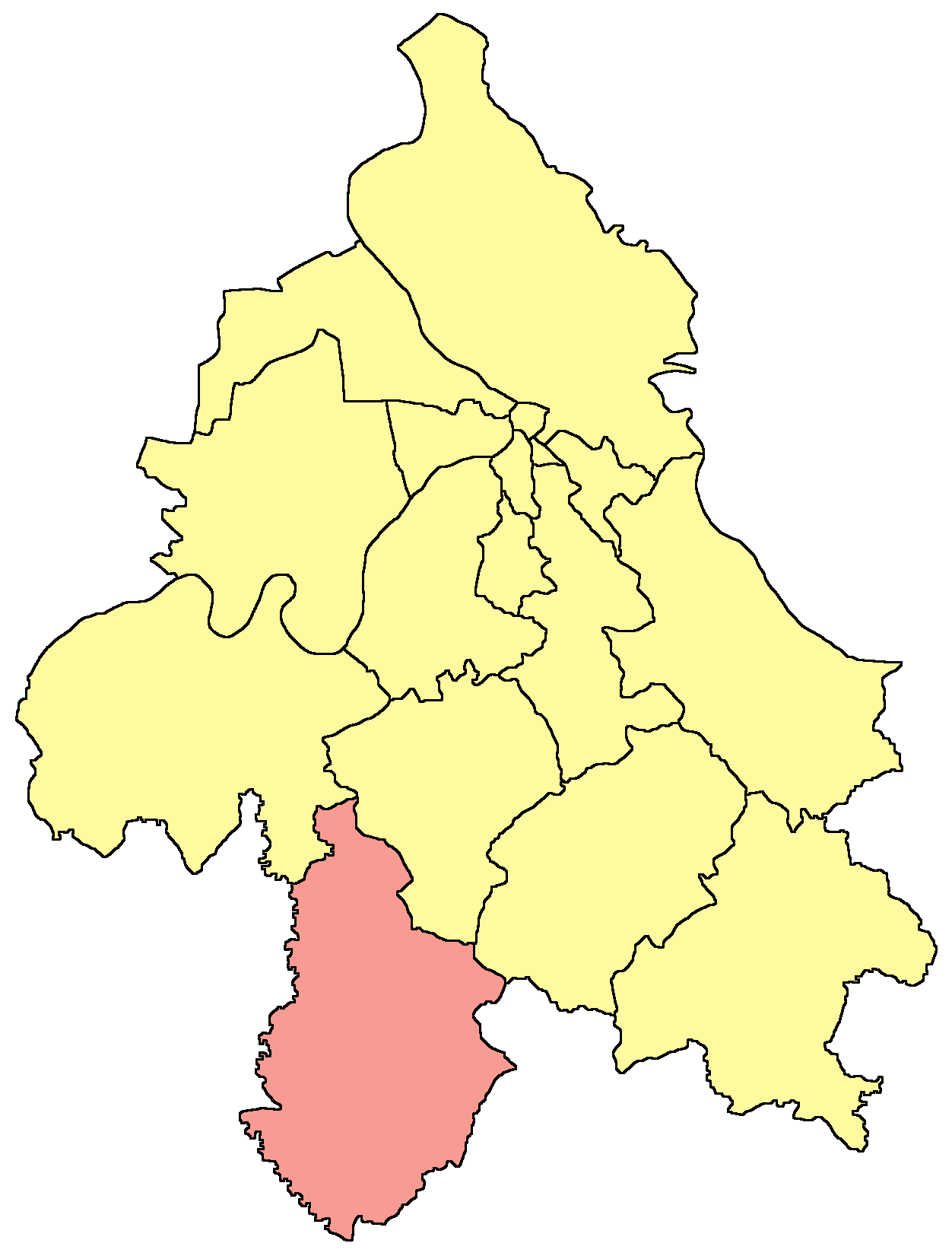
Localisation de la municipalité de Lazarevac dans la Ville de Belgrade

## Histoire
Sur le territoire de Rudovci, les archéologues ont mis au jour des sépultures remontant à la culture de Vinča (entre 7000 et 3000 av. J.C.).
Sous la domination autrichienne (1718-1739), Rudovci était connu sous le nom de Rudowze. En 1818, le village comptait 25 foyers et, en 1822, 27 ; à l'époque, il faisait partie du domaine de prince Katić. Selon le recensement de 1921, il comptait 126 foyers et 706 habitants.

## Démographie

### Évolution historique de la population
| 1948  | 1953  | 1961  | 1971  | 1981  | 1991  | 2002  | 2011  |
| ----- | ----- | ----- | ----- | ----- | ----- | ----- | ----- |
| 1 112 | 1 537 | 2 276 | 1 909 | 1 883 | 1 804 | 1 787 | 1 620 |

|  |

### Données de 2002
Pyramide des âges (2002)
En 2002, l'âge moyen de la population était de 38 ans pour les hommes et 40 ans pour les femmes.
Répartition de la population par nationalités (2002)
En 2002, les Serbes représentaient 94,57 % de la population et les Roms 2,23 %.

### Données de 2011
En 2011, l'âge moyen de la population était de 42 ans, 40,2 ans pour les hommes et 43,8 ans pour les femmes.

## Culture et éducation
La bibliothèque municipale Dimitrije Tucović (Gradska biblioteka Dimitrije Tucović) de Lazarevac, créée en 1949, dispose d'une annexe à Rudovci,.
L'école élémentaire Rudovci de Rudovci gère des antennes à Mali Crljeni, Kruševica et Trbušnica.

## Économie
La plupart des habitants de Rudovci vivent de l’agriculture ou de la pêche.